# Keachi
Keachi är en kommun (town) i DeSoto Parish i Louisiana. Vid 2020 års folkräkning hade Keachi 243 invånare.